# Acanthocybium solandri
Acanthocybium solandri é um peixe escombrídeo conhecido pelos nomes comuns de cavala, cavala-da-índia, cavala-aipim, aimpim, guarapicu ou cavala-wahoo no Brasil, cavala-gigante em Moçambique, serra em Cabo Verde e nos Açores de serra-da-índia, em Portugal. É uma espécie pelágica comum nas águas superficiais das regiões tropicais e subtropicais de todos os oceanos. Embora não seja muito abundante (cerca de 3000 toneladas de capturas registadas pela FAO em todos os países, segundo o FishStat Plus), aparece em várias pescarias pelágicas e na pesca desportiva. A espécie é a única do género monotípico Acanthocybium.

## Descrição
Tem o corpo alongado, em forma de torpedo e pode atingir 250 cm de comprimento e um peso de mais de 80 kg. O dorso é verde-azul iridescente e os lados prateados, com 24 a 30 barras verticais de cor azul-cobalto, que atravessam a linha lateral. A pele é totalmente coberta por pequenas escamas, sem ter áreas nuas. A barbatana dorsal é longa, tem 23 a 27 espinhos e 12 a 16 raios, os últimos formando pequenos segmentos separados (como é característico da família). A barbatana anal é pequena e igualmente dividida em segmentos, formada por 12 a 14 raios; a caudal é simétrica, largamente bifurcada (também característica da família).
A cabeça é grande (um quinto a um sexto do comprimento total), com um focinho quase tão grande como o resto. A boca é grande, com numerosos dentes fortes, triangulares, comprimidos e finamente serrados. A parte posterior da maxila está completamente coberta pelo osso preorbital. Não tem branquispinhas, o que atesta o seu hábito de predador.

## Biologia
É uma espécie de resiliência média, tempo mínimo de duplicação da população 1,4 - 4,4 anos (parâmetros do modelo de crescimento de von Bertalanffy: K=0,34; tm=1-2 anos; tmax >4); fecundidade=6 milhões de ovos, pelágicos, assim como as larvas. Alimenta-se de lulas e peixes.

## Importância económica
É uma espécie importante na pesca desportiva em algumas áreas. Vendido fresco, salgado ou em pedaços curados com especiarias e também congelado. Considerado um pescado de grande qualidade como alimento. Há registos de envenenamento por ciguatera.